# Partito Popolare Polacco "Wyzwolenie"
Il Partito Popolare Polacco "Wyzwolenie" (in polacco: Polskie Stronnictwo Ludowe "Wyzwolenie" - PSL "Wyzwolenie") fu un partito politico del periodo interbellico della Seconda Repubblica di Polonia che esistette dal 1915 al 1931.
Fu fondato nel 1915 da diversi partiti popolari del Regno di Polonia. In confronto al Polskie Stronnictwo Ludowe "Piast", era un partito di sinistra, alleato del Partito Socialista Polacco (Polska Partia Socjalistyczna). PSL Wyzwolenie sostenne il Colpo di stato di maggio del 1926, ma subito dopo prese le distanze dalla sanacja e si unì all'opposizione. 
Dopo che nel 1928 i fautori della Sanacja non erano riusciti ad ottenere la maggioranza al Sejm, il PSL-W fu tra i fondatori della Centrolew, una coalizione di agrarî, socialisti e democristiani, che si presentò al voto nel 1930. Prima delle elezioni la classe dirigente dell'alleanza subì una sempre crescente persecuzione da parte del governo, e finì per essere sconfitta.
Nel 1931 si unì a diversi altri partiti per formare il Partito Popolare (Stronnictwo Ludowe).
Tra i più importanti esponenti vu furono:
- Gabriel Narutowicz
- Stanisław Thugutt
- Tomasz Nocznicki
- Maksymilian Malinowski

| Controllo di autorità | VIAF (EN) 136086164 · ISNI (EN) 0000 0001 0942 7092 · LCCN (EN) n83318753 |